# Cagiva
Cagiva (akronim za "CAstiglioni GIovanni VArese") je italijanski proizvajalec motornih koles. Podjetje je ustanovil Claudio Castiglioni leta 1950 v Vareseju. Sprva je proizvajal kovinske komponente, leta 1978 je začel s proizvodnjo motornih koles. Leta 1979 je proizvajal 40000 motociklov na leto, ki so jih poganjali dvotaktni motorji s prostornino 125-350 cc.
Leta 1985 je Cagiva kupila Ducati, vendar je obdržala blagovno znamko Ducati, ker je bila bolj prepoznavna. Nekateri Cagivini motocikli uporabljajo Ducati in Suzuki motorje. Leta 1985 je Cagiva kupila Moto Morini, leta 1987 Husqvarno Motorcycles, leta 1991 pa pravice za blagovno znamko MV Agusta.
Leta 2000 se je končala proizvodnja Cagiva roadsterja. Leta 2008 je Harley Davidson kupil MV Agusto (starševsko podjetje Cagive), vendar jo je leta 2010 spet prodal Claudiu Castiglioniju.
Cagiva trenutno proizvaja Raptor 125cc in Mito 50cc in 125cc.

### Reli Dakar
| Leto | Voznik     | Motocikel      |
| ---- | ---------- | -------------- |
| 1990 | Edi Orioli | Cagiva Elefant |
| 1994 | Edi Orioli | Cagiva Elefant |

### Motocross World Championship
- 125 cc class

| Leto | Voznikv        | Motorcikel |
| ---- | -------------- | ---------- |
| 1985 | Pekka Vehkonen | Cagiva WMX |
| 1986 | David Strijbos | Cagiva WMX |

### Cestni
- Alazzurra 350, z Ducati motorjem
- Alazzurra 350 GT, z Ducati motorjem
- Alazzurra 400, z Ducati motorjem
- Alazzurra 400 GT, z Ducati motorjem
- Alazzurra 650, z Ducati motorjem
- Alazzurra 650 GT, z Ducati motorjem
- Aletta Oro 125 S1
- Aletta Oro 125 S2
- Blues 125
- Freccia C9 125
- Freccia C10 125
- Freccia C12 125
- Mito
- Mito Mk II
- Mito Ev
- Mito SP525
- SS 175
- SST 125
- SST 250
- SST 350
- SuperCity 50/75
- SuperCity 125
- Roadster 521
- Roadster 200
- Low Rider 125
- Prima 50/75
- Planet 125
- River 500
- River 600
- Raptor 125
- Raptor 650, s Suzuki motorjem
- V-Raptor 650, s Suzuki motorjem
- Raptor 1000, s Suzuki motorjem
- V-Raptor 1000, s Suzuki motorjem
- Xtra Raptor 1000, s Suzuki motorjem

### Off-road (izvencestni)
- WMX 125

- WMX 200
- WMX 220
- WMX 250
- WMX 500
- MXR 250
- RX 250
- MXR 500

### Adventure - dual sport
- SXT 125
- SXT 175
- SXT 200
- SXT 250
- SXT 350
- T4 350 E
- T4 350 R
- T4 500 E
- T4 500 R
- Ala Blu 125
- Ala Blu 250
- Ala Blu 350
- AR Aletta Rossa 125
- AR Aletta Rossa 200
- AR Ala Rossa 350
- Elefant 125
- Elefant 350, z Ducati motorjem
- Elefant 650, z Ducati motorjem
- Elefant 750, z Ducati motorjem
- Elefant 900, z Ducati motorjem
- Canyon 500
- Canyon 600
- Gran Canyon 900, z Ducati motorjem
- W4 50/75/80
- W8 125
- W12 350
- W16 600
- Cruiser 125
- Tamanaco 125
- N90 125
- Cocis 50
- Navigator 1000, s Suzuki motorjem

### Skuterji
- Passing 125 +